# Řecká mytologie

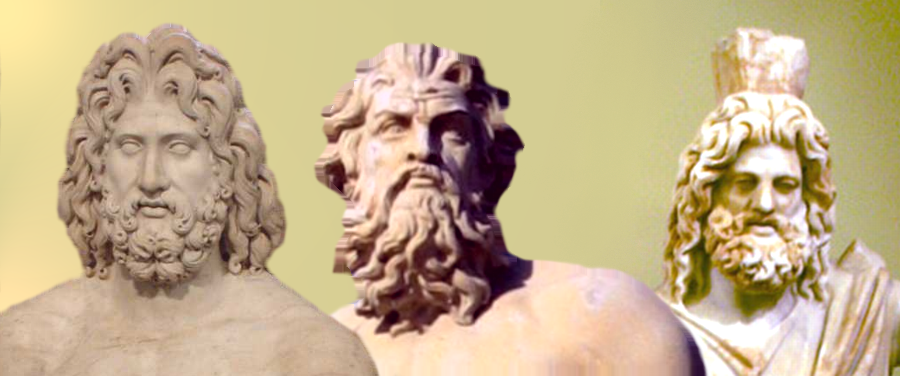
Řecká trojice a rozdělení tří království Země: Bohové Zeus (nebe), Poseidón (moře a oceány) a Hádés (podsvětí). Theos (menší bohové) jsou dětmi této trojice.

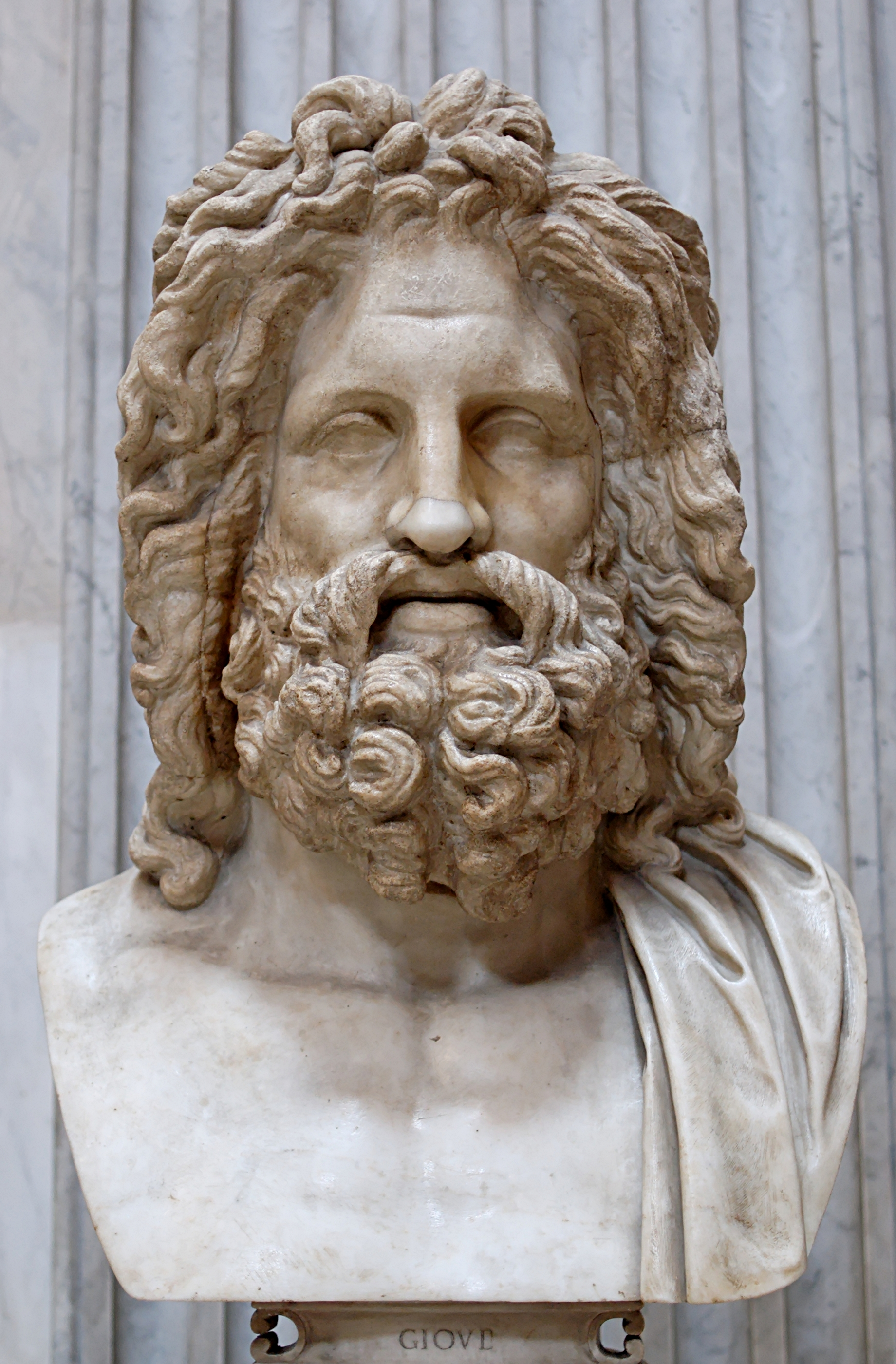
Busta Dia z vatikánského muzea Pia IV. a Klementa XIV., nalezená v italském městě Otricoli.

Řecká mytologie sestává z mýtů a legend starých Řeků, pojednávajících o bozích a hrdinech, povaze světa či vzniku a významu řeckého kultu a rituálů, které jsou součástí náboženství starověkého Řecka. Moderní badatelé studují mýty ve snaze zjistit více o náboženském a politickém zařízení starověkého Řecka – jeho civilizace – a pochopit samotnou povahu vytváření mýtů. Někteří teologové považují za možné, že staří Řekové vytvářeli mýty za účelem odpovědět na všechny otázky ohledně světa, aby, tak říkajíc, nezbývaly žádné nezodpovězené. Významným zdrojem řecké mytologie byla mytologie Chetitů či Churritů.
Řecká mytologie je přímo ztělesněná rozsáhlou kolekcí příběhů a nepřímo ztělesněná řeckým representačním uměním, jako je keramika či votivní dary. Snaží se vysvětlit původ světa a podrobně líčí životy a dobrodružství široké škály bohů, bohyň, hrdinů, hrdinek a jiných mytologických stvoření. Tato podání byla původně šířena ústně-básnickou tradicí sahající do období prehistorického; dnes jsou řecké mýty známy hlavně z řecké literatury.
Nejstarší známé řecké literární prameny, epická básně Ilias a Odysseia, se zaměřují na události okolo Trojské války. Dvě básně Homérova současníka Hésioda, totiž O původu bohů a Práce a dny, zahrnují podání o vzniku světa, následnictví božských vládců, posloupnost lidských věků, původ lidského utrpení a původ obětních rituálů. Mýty se také uchovaly v Homérských hymnech, zlomcích eposů „epického cyklu“, lyrických básních, dílech tragédů pátého století př. n. l., spisech badatelů a básníků helénské doby a textech z dob Římské říše od spisovatelů, jako byli Plútarchos či Pausaniás.
Archeologické nálezy poskytují důležitý zdroj podrobností ohledně řecké mytologie, s bohy a hrdiny objevujícími se hlavně coby dekorace mnoha artefaktů. Kresby na keramice z 8. století př. n. l. zobrazují výjevy z Trojské války, stejně jako dobrodružství Hérakla. Na keramice z následujícího archaického, klasického a helénistického období se objevují jak homérské, tak mnohé další mytologické výjevy, které takto doplňují existující literární doklady.
Řecká mytologie měla obrovský vliv na kulturu, umění a literaturu západní civilizace a zůstává součástí západního jazykového dědictví. Básníci a umělci od dávných dob dodnes čerpali z řecké mytologie inspiraci a nalézali přetrvávající význam a platnost v jejích tématech.

## Řečtí bohové
Starověcí Řekové věřili, že mocní bohové a bohyně dohlížejí na svět a zasahují do lidských záležitostí. Tito bohové se chovali stejně jako lidé, zamilovávali se, hádali se mezi sebou a lhali. Řekové pořádali k uctívání bohů slavnosti a dávali si pozor, aby bohy proti sobě nepoštvali. Také pokládali k sochám svých bohů dary, aby jim bohové pomáhali, např. nemocní prosili o uzdravení Asklépia, boha lékařství a hojení. Řekové svým bohům obětovávali zvířata, za nejlepší oběť považovali býka. Někdy též byla obětována úlitba. Pořádaly se také velké veřejné svátky, například Panathenské slavnosti, které se konaly každý čtvrtý rok v Athénách. Skoro v každém domě byl oltář pro soukromé bohoslužby. Existovaly chrámy, kde si lidé mohli nechat věštit budoucnost. Nejznámější taková věštírna ležela v Delfách, které patřilo bohu Slunce Apollónovi. Odpovídal prostřednictvím kněžky, které říkali Pýthia.
Řekové věřili, že po smrti překročí řeku Styx a dostanou se do podsvětí. Hádés, král zemřelých, posuzoval, jak dobře žili na zemi. Ti, kdo vedli dobrý život, odešli do Elysejských polí. Ti, kdo vedli špatný život, šli do ohnivé jámy jménem Tartaros. Lidé, kteří nevedli ani dobrý a ani špatný život, odcházeli do stínů, kterému se říkalo Asfodelovy louky.

## Zdroje řecké mytologie
Řecká mytologie je dnes známa hlavně z řecké literatury a umění z doby od cca 900–800 př. n. l. dále.

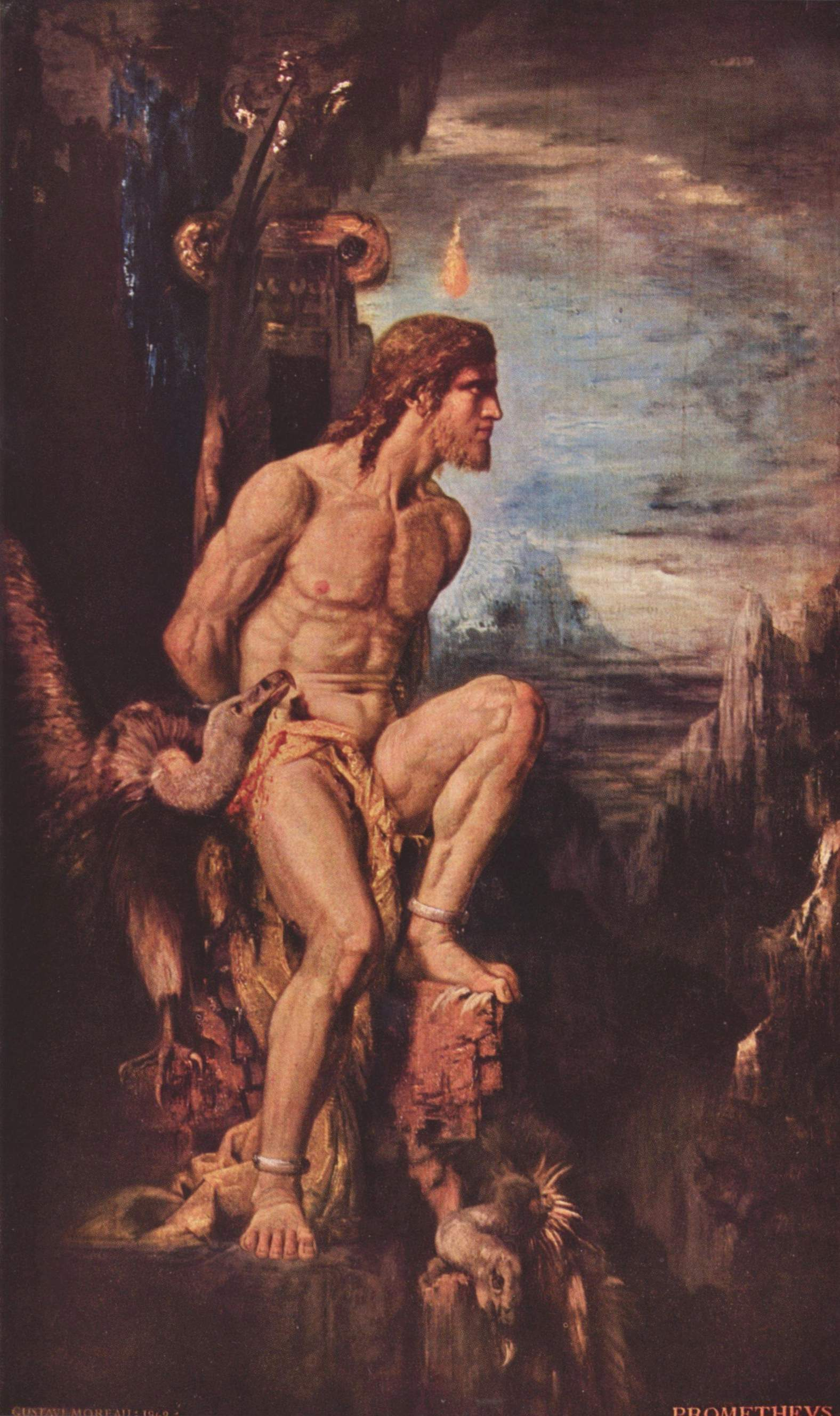
Prométheus, obraz Gustava Morau z roku 1868; mýt o Prométheovi se poprvé objevil u Hésioda, později se pak stal základem pro Aischylovu trilogii tragických her, totiž Spoutaný Prométheus, Odpoutaný Prométheus a Prométheus přinašeč ohně.

### Literární zdroje
Mytické vyprávění hraje významnou roli v téměř každém žánru řecké literatury; i přesto je však jedinou přežívající obecnou starořeckou mytografickou knihou Bibliografie Pseudo-Apollodóra. Tato práce se snaží urovnat odporující si příběhy básníků a poskytuje impozantní shrnutí tradiční řecké mytologie a hrdinských legend. Apollodóros žil od cca 180–⁠⁠⁠⁠⁠⁠120 př. n. l. a psal o mnohých z těchto témat; jeho dílo tedy mohlo tvořit základ pro Pseudo-Apollodórovu kolekci. Bibliografie nicméně pojednává i o událostech, které se udály dlouho po jeho smrti, z kteréhož důvodu je autor uváděn jako Pseudo-Apollodóros.
Mezi nejstarší literární zdroje patří dvě epické básně, totiž Ilias a Odysseia. Jiní básníci zase sepsali takzvaný epický cyklus, ale jejich pozdní a méně významné básně jsou dnes téměř úplně ztracené. Navzdory svému tradičnímu názvu nemají Homérské hymny žádnou přímou spojitost s Homérem; jde o chorální hymny z první části takzvaného lyrického věku. Hésiodos, možný současník Homéra, podává ve svém díle O původu bohů nejúplnější známé podání nejranějších řeckých mýtů; pojednává v něm o stvoření světa stejně jako o původu bohů, Titánů a obrů, a předkládá pečlivě vypracované genealogie, pověsti a mýty o příčinách různých věcí na tomto světě. Hésiodovy Práce a dny, poučná báseň o zemědělském životě, též zahrnuje mýty o Prométheovi, Pandóře a Čtyřech věcích; básník s jejich pomocí radí, jak uspět v nebezpečném světě, který je činěn ještě nebezpečnějším svými bohy.
Lyričtí básníci často hledali v mýtech náměty, nicméně ve svých básních na ně spíše odkazovali, než vyprávěli. Řečtí lyrici, například Pindaros, Bakchylidés nebo Simónidés, a bukoličtí básníci jako Theokritos a Bión, každý vyprávějí vlastní mytologické příhody. Mýtus byl také velmi důležitý prvek klasického Athénského divadla; například tragédi Aischylos, Sofoklés, a Eurípidés převzali většinu dějů svých her z mýtů věku hrdinů a Trójské války. Mnoho slavných tragických příběhů (jako jsou ty o Agamemnónovi a jeho dětech, Oidipovi, Iásónovi, Médeie aj.) na sebe vzalo svou klasickou podobu právě v těchto tragédiích. Spisovatel komedií Aristofanés se také inspiroval mýty, totiž ve svých hrách Ptáci a Žáby.

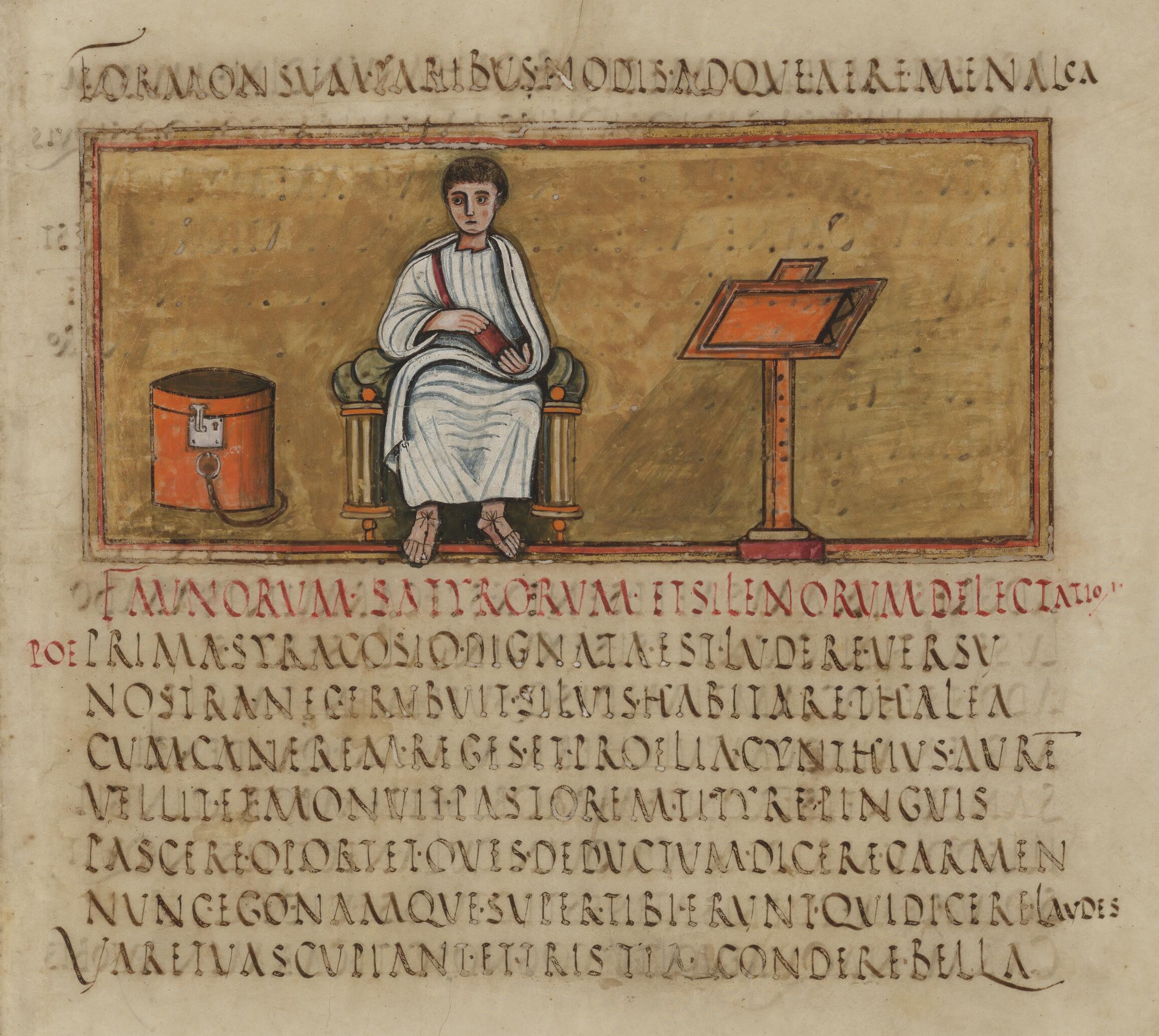
Římský básník Vergilius, zde vyobrazen na rukopisu z pátého století zvaném Vergilius Romanus, zachoval detaily příběhů řecké mytologie v mnoha ze svých děl

Historici Hérodotos a Diodóros Sicilský a zeměpisci Pausaniás a Strabón, kteří cestovali napříč řeckým světem a zaznamenávali příběhy, které slyšeli, doplňují řeckou mytologii množstvím místních mýtů a legend, přičemž často podávají málo známé, alternativní verze příběhů, a to zejména Hérodotos, který důkladně prozkoumával rozdílná podání, se kterými se setkal, ve světle porovnávání historických a mytologických tradic Řecka a východu ve snaze odhalit původ a směšování odlišných kulturních pojetí.
Poezie helénistických a římských dob byla v první řadě vytvářena pro literární, spíše než kultovní, účely; přesto však uchovává některé detaily příběhů řecké mytologie, které by jinak byly ztracené. Tato kategorie zahrnuje práce:
1. římských básníků Ovidia, Statia, Valeria Flacca, Seneky a (spolu s komentářem gramatika Servia) Vergilia;
2. řeckých básníků období pozdní antiky, totiž Nonna, Antonia Liberala a Quinta Smyrneaea;
3. řeckých básníků helénistického období, totiž Apollónia z Rhodu, Kallimacha, Pseudo-Eratosthena a Parthenia;
4. řeckých a římských spisovatelů románů, jako jsou Apuleius, Petronius či Héliodóros.

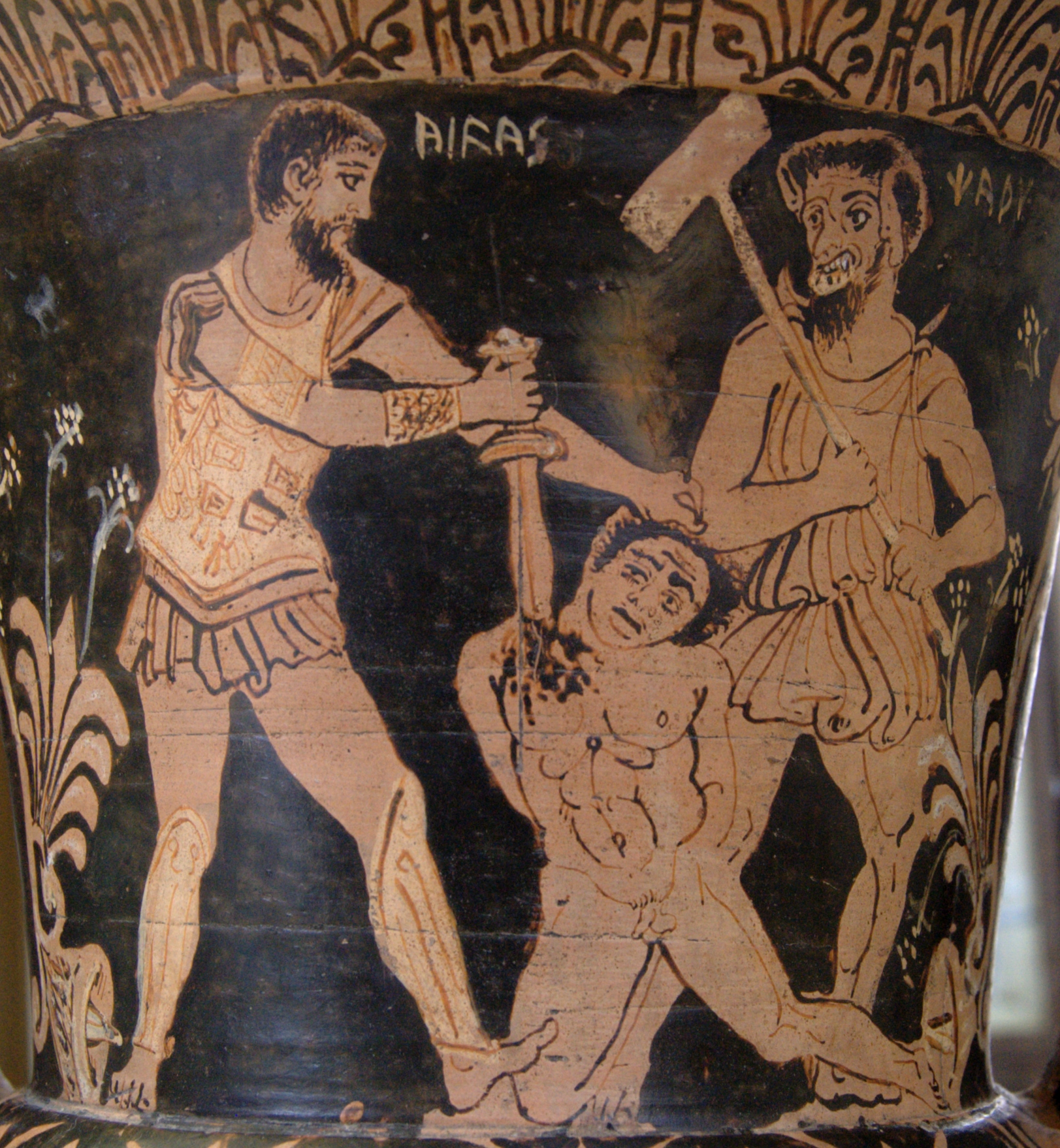
Aiás zabíjející trojského vězně před Charunem, vyobrazený na Etruském kalichu z červené keramiky, z doby koncem čtvrtého a začátkem třetího století př. n. l.

Fabulae a Astronomica římského spisovatele píšícím stylem Gaia Iulia Hygina jsou dva významné, prózou psané přehledy řecké mytologie. Obrazy Filostrata staršího a mladšího a Popisy Kallistratovy jsou dva další užitečné zdroje, používané pro čerpání témat.
Konečně, Arnobios a několik byzantských řeckých spisovatelů poskytuje důležité detaily mytických příběhů, z nichž mnohé převzali ze starších, dnes již ztracených řeckých prací. Podobným zdrojem je i lexikon Hesychia Alexandrijského, tzv. Suda, nebo spisy Johana Tzetzeseho a Eustácia z Tesaloniky. Křesťanský, mravní poučení vyhledávající úhel pohledu je zabudovaný v přísloví – vztahujícím se k mýtu, podle kterého pomohl Daidalos svým řemeslným uměním Pásifaé k tomu, aby se spářila s Poseidónovým býkem – ἐν παντὶ μύθῳ καὶ τὸ Δαιδάλου μύσος / en panti muthōi kai to Daidalou musos („V každém mýtu je také Daidalovo poskvrnění“); ve stejném duchu vysvětluje encyklopedická Suda Daidalovu roli v ukojení „zvráceného chtíče“ Pásifaé, když říká, že Daidalos se stal předmětem přísloví, jelikož byl opovrhován za zlo, které podle legendy spojení Pásifaé a býka zapříčinilo.

### Archeologické zdroje
Objev Mykénské civilizace německým amatérským archeologem, Heinrich Schliemann, v devatenáctém století, a objev Mínojské civilizace na Krétě britským archeologem, Sirem Arthurem Evansem, ve století dvacátém, pomohly objasnit mnohé dosavadní otázky ohledně Homérových eposů a poskytly archeologické doklady mnoha mytologických detailů ohledně bohů a hrdinů. Svědectví o mýtech a rituálech Mykénských a Mínojských nalezišť je celé bez výjimky památkové, jelikož lineární písmo B (kterým se zapisovala raná forma řečtiny jak na Krétě, tak v kontinentálním Řecku) bylo používané hlavně k sepisování majetku, přestože i tak byla jména bohů a hrdinů s pochybami odhalena.
Kresby na keramice z archaického (cca 750–cca 500 př. n. l.), klasického (cca 480–323 př. n. l.) a helénistického (323–146 př. n. l.) období zobrazují jak homérské, tak mnohé další mytologické výjevy, například dobrodružství Hérakla, a takto doplňují existující literární doklady. Tato znázornění mýtů jsou důležitá z hned několika důvodů. Mnoho řeckých mýtů je zpodobněno na vázách starších, než jsou jejich literární zdroje (v některých případech předchází první známé grafické vyobrazení určitého mýtu jeho nejstarší literární doklad z pozdně archaické poezie dokonce o několik století.); například ze dvanácti úkolů Héraklových se pouze zkrocení Kerbera objevuje v textu, které není mladší, než jeho vyobrazení na keramice. Některá umělecká díla též znázorňují mýty či mytické výjevy, které nejsou doložené vůbec žádným dochovaným literárním zdrojem.

## Přehled mytologické historie
Řecká mytologie se časem měnila spolu s vývojem řecké kultury, jejíž změn je mytologie, jak viditelně, tak skrytě, přehledem. V dochovaných literárních zdrojích řecké mytologie, většinou z doby po konci postupných změn, je neodmyslitelně politická, jak tvrdil Gilbert Cuthbertson.
První obyvatelé Balkánského poloostrova byli zemědělci, jejichž náboženství bylo animistické, a přisuzovali tedy duši všemu v přírodě. Tito neurčití duchové posléze získali lidskou podobu a vstoupili do místní mytologie jako bohové. Po invazi kmenů ze severu poloostrova s sebou útočníci přinesli nový panteon bohů, založený na dobývání, síle, dovednosti v bitvě a násilnickém hrdinství. Staří bohové zemědělců se buď smísili s novými bohy, nebo ztratili význam.
Poté, co uplynula asi polovina archaického období, začaly na četnosti nabírat mýty o vztazích mezi bohy a hrdiny mužského pohlaví, značící souběžný vývoj pederastie, který pravděpodobně započal okolo 630 př. n. l. Do konce pátého století př. n. l. přisoudili básníci alespoň jednoho eromena (tj. dospívajícího hocha, jenž byl jejich sexuálním společníkem) všem významným bohům kromě Aréa, stejně jako mnoha legendárním postavám. Starší mýty, například o Achilleovi a Patroklovi, začaly být též podávány pederastické podobě. Nejprve Alexandrijští básníci, později pak obecně mytografové v rané Římské říši, často přepracovávali příběhy řeckých mytologických postav v tomto duchu.
Cílem epické poezie bylo vytvořit cyklus příběhů, a následně nový dojem mytologické chronologie; tudíž se mytologie rozvinula v etapu rozvoje světa a lidstva. I když protimluvy v těchto příbězích činí perfektní časovou osu nemožnou, přibližný časový sled lze sestavit. Výsledné mytologické „dějiny světa“ mohou být rozděleny na tři nebo čtyři širší období:
1. Věk bohů či Mýtus o vzniku světa: stvoření světa, bohů a lidí.
2. Věk bohů a lidí: rané vzájemné ovlivňování mezi bohy, polobohy a smrtelníky.
3. Věk hrdinů: doba, kdy byla činnost bohů více omezená. Poslední a nejvýznamnější z hrdinských legend je příběh Trójské války a událostí, které následovaly po ní, jež je některými badateli uznávána za samostatné období.

Zatímco dnešní výzkumníci mýtů často jeví největší zájem o věk bohů, věk hrdinů byl zjevnou prioritou pro řecké autory archaického a klasického období, kteří se pokoušeli o ustanovení chronologie velkých lidských skutků poté, co byla vyřešena otázka vzniku světa. Například hrdinské eposy Ilias a Odysseia převyšovaly Zrození bohů a Homérské hymny, zaměřené na bohy, jak rozsahem, tak popularitou. „Kult hrdinů“ vedl pod Homérovým vlivem k reorganizaci duchovního života, vyjádřené v mytickém rozdělení říše bohů od říše mrtvých a olympských božstev od podsvětních. V Práci a dnech užívá Hésiodos schéma čtyř Lidských věků: Zlatého, Stříbrného, Bronzového a Železného. Tyto věky (či rasy) jsou odlišná stvoření bohů, přičemž Zlatý věk připadá na vládu Krona a následující věky jsou dílem Dia. Hésiodos vkládá věk hrdinů do doby právě po konci Bronzového věku. Posledním věkem je u něj Železný věk, totiž současné období, ve kterém básník žil a na které pohlíží jako na nejhorší; přítomnost zla přitom vysvětluje mýtem Pandory, z jejíž převrácené sklenice se vylily všechny nejlepší lidské schopnosti kromě naděje. Hésiodovo pojetí čtyř Lidských věků následuje i Ovidius ve svých Proměnách.

### Věk bohů

#### Kosmogonie a kosmologie

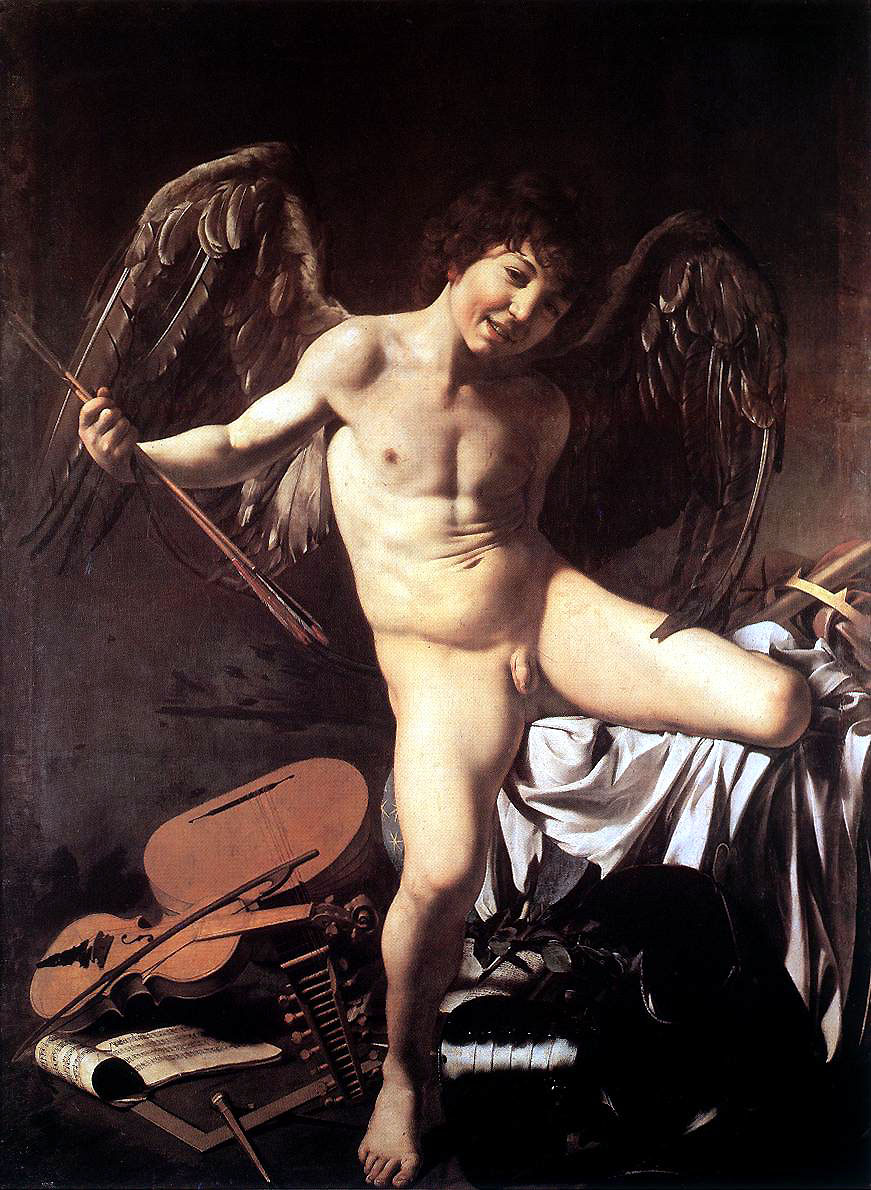
Láska zdolá vše od Caravaggia (1601/1602), zobrazující boha lásky Erota

Mýty o stvoření světa představují pokusy o vyjádření vesmíru snadno pochopitelným způsobem a zodpovězení otázky původu světa. Nejšířeji přijímaná verze té doby je zaznamenána Hésiodem v jeho Zrození bohů. Básník začíná s Chaosem, zející prázdnotou. Z prázdnoty se vynořila Gaia (Země) a několik dalších prvotních božstev; Erós (Láska), Tartaros (Propast) a Erebos (Tma). Gaia pak, bez mužské pomoci, porodila Úrana (Nebe) který jí následně oplodnil, z čehož vzešli nejprve Titáni, šest z nich pohlaví mužského – Koios, Kríos, Kronos, Hyperion, Iapeto a Okeanos — a šest ženského – Mnémosyné, Foibé, Rheia, Theia, Themis a Téthys. Poté, co se narodil Kronos, Gaia a Úranos prohlásili, se už se nemají narodit žádní další Titáni; místo nich následovali jednoocí Kyklopové a storucí Hekatoncheirové. Kronos, který byl úskočný a ze všech Gainých potomků nejstrašnější, vykastroval svého otce a stal se vládcem všeho a všech spolu se svou sestrou a manželkou Rheiou, přičemž přijal zbylé Titány za svůj dvůr. Narodilo se jim šest dětí, které ovšem nebyly Titány, ale bohy: Hádés, Poseidón, Démétér, Hestiá, Héra a nejmladší Zeus.(Hestia, Héra, Déméthér, Hádes, Poseidón, Zeus; od nejstaršího po nejmladšího boha.)

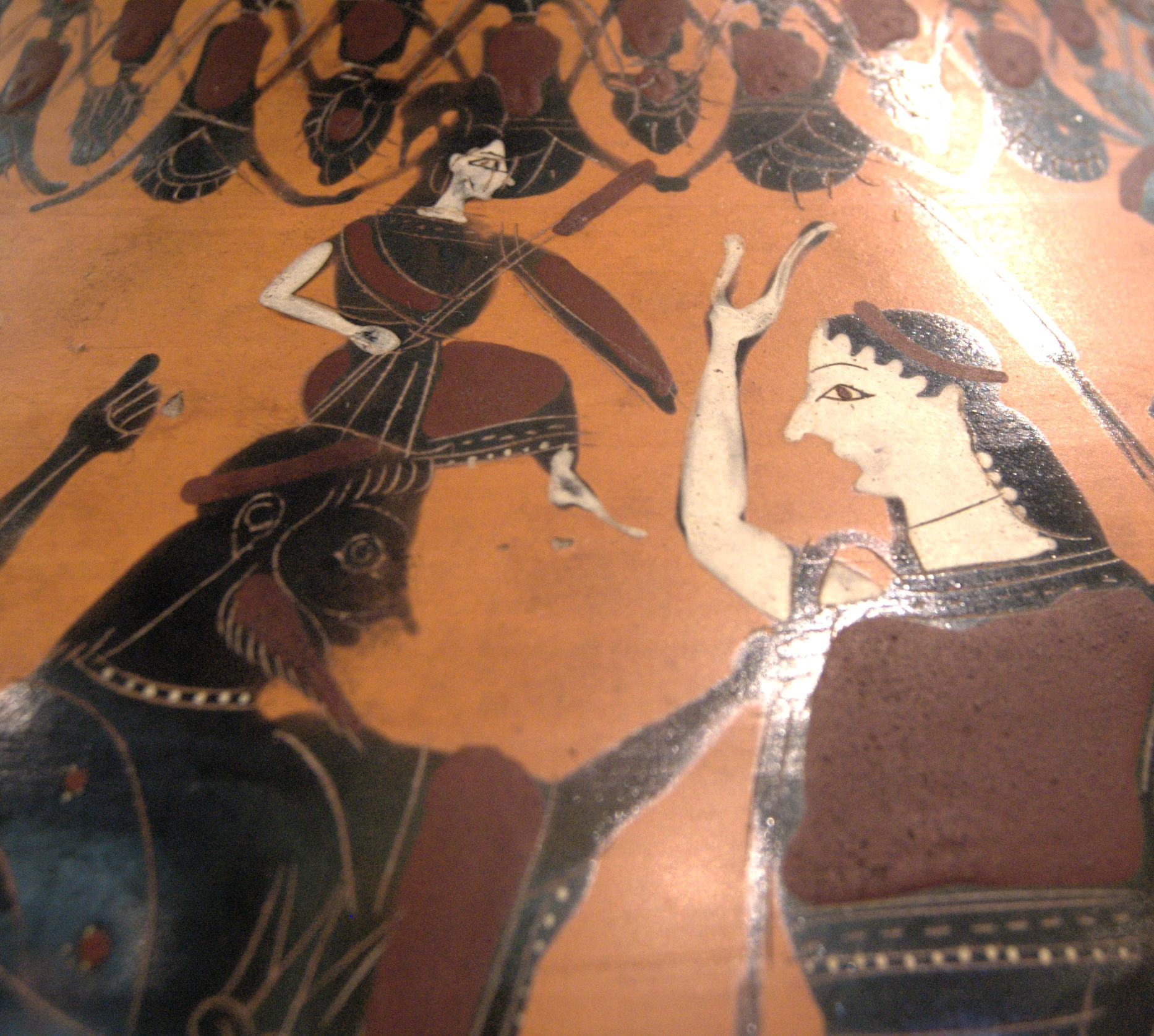
Athéna za pomoci bohyně porodu „znovu rodí“ se z hlavy Dia, který spolkl její matku Métis (výzdoba amfory)

Motiv konfliktu mezi otcem a synem se znovu projevil, když se Kronovi postavil Zeus. Kronos, když viděl, že jeho potomci jsou bohové, se zalekl jejich moci a v obavě, aby jej jednou nesvrhli z trůnu, tak pokaždé, když Rheia porodila, uchvátil dítě a snědl ho. To Rheia nemohla snést, a proto ho oklamala tím, že novorozeného Dia ukryla na ostrov Kréta a do jeho pokrývky zabalila kámen, který tak Kronos snědl. Když Zeus vyrostl, podal svému otci nápoj, kvůli kterému vyvrhl ostatní děti Rheiny, které zůstaly v jejím žaludku po celou tu dobu, jelikož jsou nesmrtelné, včetně kamene, který tam zůstal namísto Dia. Zeus pak vyhlásil Kronovi válku o vládu nad světem. Zeus a jeho sourozenci nakonec s pomocí Kyklopů a Hekatoncheirů, které vysvobodili z Tartaru, ve válce zvítězili, načež byli Kronos a ti co bojovali na jeho straně, svrženi do Tartaru. Zeus se stal bohem nebe a vládcem bohů, jeho bratr Poseidón se stal bohem oceánů a Hádés se stal vládcem podsvětí.
Dia trápila stejná věc jako jeho otce, a poté, co bylo vyřčeno proroctví, že potomek jeho první ženy Métis, zrodí boha mocnějšího než je on a připraví jej o trůn, ji spolkl. Métis už ale byla těhotná, a proto mu bylo špatně, dokud bohyně Athéna, plně vzrostlá a oblečená do boje, nevzešla z jeho hlavy. A jelikož tato nově zrozená bohyně nebyla mužského pohlaví, který by Dia svrhl z trůnu, jak pravila věštba, směla Athéna zůstat na Olympu spolu s ostatními bohy. Tento Diův „porod“ byl použit jako výmluva pro to, že nebyl vytlačen dítětem z další generace bohů. Je pravděpodobné, že změny v kultuře, které již byly v chodu, zahrnuly dlouhotrvající kult Athény v Athénách bezkonfliktně, jelikož nemohl být překonán.

### Primární (řecká a římská)
- AISCHYLOS. Peršané. Překlad Vladimír Šrámek. Praha: Rezek, 1994. 81 s. ISBN 80-901796-1-4.
- AISCHYLOS. Spoutaný Prométheus. Překlad Ferdinand Stiebitz. Praha: Rezek, 1994. 86 s. ISBN 80-901796-0-6.
- APOLLODÓROS. Bibliotheca. Překlad Robin Hard. USA: Oxford University Press, 2008. 336 s. ISBN 0199536325, ISBN 978-0199536320. (anglicky)
- APOLLÓNIOS Z RHODU. Argonautika. Překlad Josef Jaroš. Praha: Česká akademie věd a umění, 1924. 220 s.
- CICERO, Marcus Tullius. De divinatione. Překlad Josef Hrůša. Praha: Bohuslav Hendrich, 1942. 173 s.
- CICERO, Marcus Tullius. Tusculanae disputationes. Překlad Václav Bahník. Praha: Svoboda, 1976. 433 s.
- HÉRODOTOS. Dějiny. Překlad Jaroslav Šonka. Praha: Academia, 2004. 548 s. ISBN 80-200-1192-7.
- HÉSIODOS. Práce a dni. Překlad Julie Nováková. Brno: Rovnost, 1950. 97 s.
- HÉSIODOS. Zrození bohů. Překlad Julie Nováková. Praha: SNKLHU, 1959. 51 s.
- HOMÉR. Ílias. Překlad Otmar Vaňorný. Praha: Rezek, 2007. 598 s. ISBN 978-80-86027-25-8.
- Homérské hymny. Překlad Otakar Smrčka. Praha: SNKLHU, 1959. 159 s.
- OVIDIUS, Publius, Naso. Proměny. Překlad Ivan Bureš. Praha: Plot, 2001. 480 s. ISBN 80-86523-63-2.
- PINDAROS. Pýthijské zpěvy. Překlad Reginald W. B. Burton. USA: Oxford University Press, 1962. 212 s. ISBN 0198141580, ISBN 978-0198141587. Kapitola IV. (anglicky)
- PLATÓN. Obrana Sókratova. Překlad František Novotný. Praha: ΟΙΚΟΥΜΕΝΗ, 2000. 104 s. ISBN 80-86005-99-2.
- PLATÓN. Theaitétos. Překlad František Novotný. Praha: ΟΙΚΟΥΜΕΝΗ, 2007. 117 s. ISBN 978-80-7298-294-3.

### Novověká
- BAŽANT, Jan. Perseus a Medusa. Zobrazení mýtu od počátku do dneška. [s.l.]: Academia, 2017. ISBN 978-80-200-2658-3.

- GRAVES, Robert. Řecké mýty. Praha: Levné knihy KMa, 2004.

- KOKAISL, Petr. Bohové a hrdinové starého Řecka. Praha: Nostalgie, 2023. 179 s. Dostupné online. ISBN 978-80-908883-1-9. Dostupné online.

- PETIŠKA, Eduard. Staré řecké báje a pověsti. Praha: Argo, 2017. 254 s. ISBN 978-80-257-2091-2.

- SOULI, Sofia. Řecká mythologie. [s.l.]: Michalis Toubis A.E.

- Slovník antické kultury. Praha: Svoboda, 1974.

- ZAMAROVSKÝ, Vojtěch. Bohové a hrdinové antických bájí. 5. vyd. Praha: Brána, 2000.